# 구스범스: 몬스터의 역습
《구스범스: 몬스터의 역습》(영어: Goosebumps: Haunted Halloween, 미국 가정용 비디오 제목은 영어: Goosebumps 2)은 2018년 개봉한 미국의 코미디 공포 영화이다. 아리 샌델이 감독을, 롭 리버가 각본을 맡았다. R. L. 스타인의 동명 아동 소설 시리즈가 영화의 원작이며, 2015년 영화 《구스범스》의 후속편이다.

## 출연진
- 매디슨 아이즈먼 - 세라 퀸 역
- 제러미 레이 테일러 - 서니 퀸 역
- 컬릴 해리스 - 샘 카터 역
- 웬디 매클렌던커비 - 캐시 퀸 역
- 크리스 파넬 - 월터 역
- 켄 정 - 추 씨 역
- 잭 블랙 - R. L. 스타인 역 (크레디트 미기재)
- R. L. 스타인 - 해리슨 교장 역
- 믹 윙거트 - 복화술사 인형 슬래피 역 (목소리)
- 켄트릭 크로스 - 카터 씨 역: 샘의 아버지.
- 섀리 헤들리 - 카터 부인 역: 샘의 어머니.